# Élections législatives comoriennes de 2009
Des élections législatives ont eu lieu aux Comores le 6 décembre 2009 et le 20 décembre 2009.
Initialement prévues pour juillet 2009, elles ont été reportées après un référendum constitutionnel.
Le premier tour des élections a eu lieu le 6 décembre 2009 tandis que le second tour s'est déroulé le 20 décembre 2009.

## Résultats
Selon les résultats préliminaires rendus publics le 21 décembre 2009, Ahmed Abdallah Sambi a remporté la majorité des sièges à l'Assemblée. L'opposition a gagné 5 circonscriptions, dont 3 sur l'île de Mohéli.
| Partis                                  | Votes | % | Sièges |
| --------------------------------------- | ----- | - | ------ |
| Parti présidentiel (Baobab)             |       | . | 16     |
| Alliés du président                     |       | . | 3      |
| Opposition                              |       | . | 5      |
| Représentants des assemblées régionales |       | . | 9      |
| Total                                   |       |   | 33     |
| Source: Al Watwan                       |       |   |        |